# Voiture TEE des FS
Les voitures TEE des FS sont des voitures de chemin de fer qui préfigurent la voiture standard européenne et le type UIC-Z.
Les voitures TEE sont le fruit d'une étude engagée dès 1967 par la Division matériel ferroviaire de FIAT, Fiat Ferroviaria, à la demande des FS pour remplacer les automotrices Breda ALn 442-448 sur les liaisons Trans-Europ-Express.
28 voitures TEE, en livrée rouge et crème, ont été livrées entre 1971 et 1973 :
- 13 voitures à 8 compartiments de 6 places,
- 5 voitures aménagées en salon à allée centrale (2+1 sièges par rangée, disposées en vis-à-vis avec tablettes centrales), offrant 48 places,
- 5 voitures-restaurant de 41 places,
- 5 fourgons-générateur.

Elles doivent pouvoir circuler sous 4 systèmes d'électrification différents. Pour cela, les voitures du train sont alimentées au moyen d'une ligne triphasée 660 V 50 Hz en provenance du fourgon-générateur équipé d'un alternateur de 240 kV·A.
Elles ont été mises en service en 1972 par les FS sur les liaisons TEE Lemano, Mediolanum et Ligure, mais pas sur le TEE Mont-Cenis qui a été supprimé le 30 septembre 1972.
En 1970-1971, les FS ont commandé une série de 190 voitures baptisées Gran Confort, similaires aux voitures TEE mais dédiées aux liaisons intérieures et compatibles seulement avec les 3 kV continus du réseau italien.
En 1984, avec la transformation en train InterCity du TEE Mediolanum, dernier service international effectué par du matériel italien, les voitures ont été reversées au TEE Adriatico (Milan - Bari) jusqu'à son interruption en 1987.
Les voitures TEE des FS ont été transformées en voitures Gran Confort entre 1990 et 1994,. La transformation a permis de supprimer la ligne de train 660 V au profit d'un convertisseur statique 45 kV·A par voiture, alimenté en 3 kV. De plus la fermeture centralisée des portes, commandées depuis le fourgon, a été remplacée par une fermeture tachimétrique autonome.
- Les voitures à compartiments, transformées de 1990 à 1994, ont pris les numéros 50 83 18-98 205 à 217 A.
- Les voitures en salon, transformées de 1992 à 1994, ont pris les numéros 50 83 18-98 614 à 618 A.
- Les voitures-restaurant, transformées à partir du début des années 1990 avec la suppression de la porte de sortie du côté opposé à la cuisine comme sur les Gran Confort plus récentes, ont été renumérotées 50 83 88-90 900 à 905 WR.
- Le fourgon-générateur 61 83 95-90 903 D a été transformé en voiture-restaurant « Pizza-Express » 61 83 88-90 999 WR ; les 4 autres ont été réformés, 3 en 1990, le 901 au 1er juillet 1994.

## Genèse du projet
Lors de la création des premières lignes Trans Europ Express, la plupart des liaisons n'étaient encore pas toutes électrifiées. Le service fut confié à des rames automotrices diesel construites expressément par les compagnies ferroviaires ayant adhéré au groupement TEE.
Les automotrices Breda ALn 442/448, mises en service par les FS à partir de 1957, ont rapidement démontré leurs limites notamment sur les fortes rampes des lignes du Brenner et du Simplon. Dès 1959, les Chemins de fer fédéraux suisses - CFF, ont proposé aux FS de se joindre à eux pour acheter des rames TEE multitension RAe 1050 Oerlikon, mais l'offre n'eut pas de suite. Une des raisons qui a fait refuser cette offre par les FS était que la seule et unique utilisation de ce matériel aurait été pour le TEE Lemano (Milan Centrale – Genève-Cornavin), et aucun des autres TEE italiens électrifiés sous 3 kV courant continu de 3 kV et à la non électrification de parties importantes du réseau français.

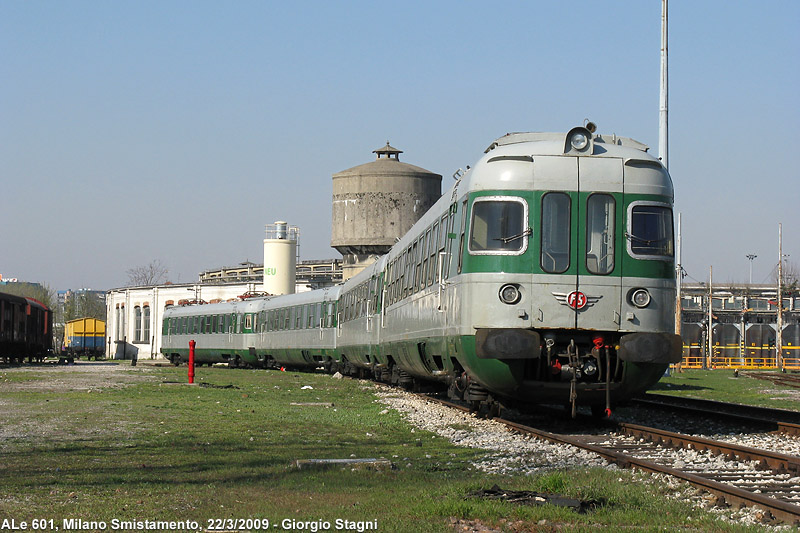
Rame FS ALe 601

Les années suivantes, dans l'espoir de voir enfin résolus les problèmes d'électrification en France, les FS ont organisé le remplacement des autorails TEE. Deux propositions ont été étudiées par le Service matériel et traction des FS, une rame électrique qui ne nécessitait pas le remplacement de la motrice à la frontière, comme sur un train classique :
- un ensemble composé de deux rames électriques (existantes) couplées FS ALe 601 3 kV CC, adaptées pour fonctionner aussi sous les tensions étrangères 1,5 kV CC, 15 kV 16⅔ Hz et 25 kV 50 Hz. La rame aurait eu une capacité totale de 108 sièges (54 sur chaque ALe 601), une puissance continue de 1 600 kW (2 100 ch) et une vitesse de 180 km/h[6].
- un train standard composé de quatre wagons tractés par une locomotive quadritension (1,5 kV et 3 kV CC et 15 kV 16⅔ Hz et 25 kV 50 Hz CA) avec une puissance de 1 900 kW (2 500 ch) et une vitesse de 180 km/h, basée sur la mécanique de la locomotive FS D.443[8],[9].

Le projet présenté par les FS en octobre 1966, faute d'accord des partenaires étrangers, n'a pas eu de suite, et a entraîné l'abandon du projet bien avancé de construction d'une rame polytension qui aurait évité les pertes de temps dues aux changements de locomotives à l'entrée en France.
La solution définitive est arrivée en 1967, lorsque les FS ont confié à FIAT – Division Matériel Ferroviaire de Turin, l’étude d’une nouvelle série de voitures à haut niveau de confort, répondant aux normes internationales fixées par le groupement TEE et capables de circuler à une vitesse de 200 km/h,. Après de longs tests, en 1969, les FS ont commandé un premier lot de 28 voitures TEE.
Les premiers essais de wagons équipés de bogies FIAT F.71 ont commencé à la fin des années 1970, sur des lignes qui n'autorisaient, à l'époque, qu'une vitesse de 200 km/h : les sections Piacenza – Fidenza de la ligne Milan–Bologne et Pomezia–Latina de la Direttissima Rome–Naples. Les livraisons ont été échelonnées entre 1971 et 1973.

### Caractéristiques générales
Les principales exigences du cahier des charges étaient d'atteindre un niveau très élevé de confort, de répondre aux normes internationales et de pouvoir voyager à une vitesse de 200 km/h.
Afin d'assurer un confort maximal, les concepteurs du bureau d'études FIAT ont cherché à fournir au voyageur le plus de commodités possible, lui permettre de profiter au mieux du paysage et de veiller à ce qu'il n'arrive pas fatigué à destination. Un soin particulier a été apporté à la création d'un environnement esthétiquement agréable, isolé thermiquement et acoustiquement de l'extérieur, équipé de la climatisation, d'un éclairage doux mais efficace et d'un système de diffusion de musique et d'annonces très audible pour les voyageurs. Outre le confort des sièges, une attention particulière a été accordée à la conception des bogies pour assurer un voyage silencieux et sans vibrations. Enfin, des détails tels que les stores vénitiens à commande électrique incorporés entre les doubles vitrages des grandes fenêtres et les placards pour ranger les vêtements derrière les sièges dans les voitures à compartiments n'ont pas été négligés. Pour augmenter le confort, la solution du "plancher flottant" a été adoptée, c'est-à-dire une liaison non rigide entre le plancher et la caisse, réduisant ainsi les vibrations des bogies ou de l'extérieur en général.
En matière de sécurité, les ingénieurs de FIAT ne se sont pas contentés du strict respect des normes du formulaire 567 de l'Union internationale des chemins de fer (UIC), obligatoire pour que les voitures soient homologuées au niveau international, mais sont allés plus loin en adaptant la conception structurelle de la carrosserie de manière à ce qu'elle offre une protection supérieure à celle requise pour les passagers en cas de collision. Les voitures ont été rendues conformes au Regolamento Internazionale delle Carrozze (RIC), autorisées à embarquer sans restriction en service normal sur les ferries des chemins de fer italiens, allemands (Deutsche Bundesbahn – DB), danois (Danske Statsbaner – DSB) et suédois (Statens Järnvägar – SJ) selon le formulaire 569 de l'UIC, et autorisées à circuler couplées dans des courbes d'un rayon minimum de 80 m.
La nécessité de circuler sur les réseaux ferroviaires d'Europe de l'Ouest, électrifiés avec quatre systèmes d'alimentation différents, et la demande importante d'électricité pour les services , notamment la climatisation, ont nécessité l'utilisation de convertisseurs polytensions qui n'étaient pas disponibles, à l'époque, avec des niveaux de puissance et de fiabilité suffisants. Il a donc été décidé de construire une station de conversion équipée de convertisseurs alimentés par la canalisation de chauffage des wagons, installée à bord d'un wagon générateur spécial, et de distribuer l'énergie aux wagons individuels via une ligne triphasée 660 V 50 Hz spécialement dédiée. Ce choix, quasi obligatoire, a permis un allègement important des wagons et a accéléré les manœuvres de commutation de l'alimentation électrique dans les gares frontières, mais a rendu indispensable la présence d'un wagon générateur dans la composition des trains. La solution consistant à installer un groupe électrogène sur une voiture, en revanche, suivait une pratique déjà adoptée sur les matériels TEE d'autres administrations, comme les voitures en acier inoxydable type Mistral DEV (Division des Études Voitures) de 1956 de la SNCF, devenues TEE en 1965 les voitures TEE type Talgo de 1969 de la RENFE et les voitures TEE type Grand Confort de 1970, également de la SNCF.

### Mécanique

#### Caisse
Le châssis de la caisse est constitué des deux longerons, de traverses et d'un plancher. La structure de la caisse joue un rôle particulier pour la sécurité des voyageurs en insérant à côté des passages d'intercommunication à l'extrémité des traverses une paire de montants, appelés montants "anti-télescopiques", ayant pour tâche de contrecarrer la pénétration d'un véhicule dans l'autre en cas de collision.
La caisse est équipée d'intercommunications avec joints cylindriques en caoutchouc, de portes coulissantes à double vantail commandées électriquement par les marchepieds. Les portes d'accès des voyageurs, coulissantes sur le côté et équipées d'une marche rabattable, sont actionnées par un système électropneumatique. L'ouverture est commandée localement par une poignée, sous réserve d'un déverrouillage à distance par le chef de train. La fermeture simultanée des portes de l'ensemble du convoi est commandée par une clé depuis n'importe quelle voiture.
Les fenêtres sont équipées de doubles vitrages avec un store vénitien à commande électrique intégré. Les voitures sont en livrée normalisée TEE rouge bordeaux avec une bande jaune sable au niveau des fenêtres où il est écrit «TRANS EUROP EXPRESS» en lettres rouge; le toit est peint en gris brouillard,.

#### Bogies
La conception du bogie FIAT F.71, une évolution du bogie expérimental FIAT 7195 C,, a été réalisée à l'aide d'un ordinateur. Les résultats de l'analyse structurelle ont conduit au remplacement du châssis en forme de H par un élément en forme de double col de cygne sans traverses d'extrémité. La liaison des essieux au châssis du bogie (suspension primaire) et du châssis du bogie au châssis de la caisse (suspension secondaire) est réalisée par des pièces élastiques comprenant des ressorts hélicoïdaux et des goussets en caoutchouc capables d'assurer à la fois la suspension verticale et transversale et de permettre la rotation entre la caisse et le bogie par déformation élastique. Les bogies, sans sellette d'attelage ni poutre oscillante, soutiennent directement la caisse au moyen de goussets en caoutchouc interposés entre elle et les ressorts de la suspension secondaire.
Les bogies étaient équipés d'un freinage mixte avec deux disques pour chaque essieu, assisté d'un élément de nettoyage pour chaque roue qui, en plus de sa fonction principale de maintien de la surface de roulement propre et chaude, contribue à hauteur de 20 % à l'action de freinage. Ce type de freinage mixte est unique sur les voitures des FS, car l'évolution des systèmes antidérapants a permis l'adoption d'un freinage à disque intégral sur les types ultérieurs de voitures. Les bogies sont aussi conçus pour le montage de patins de freinage électromagnétiques, jamais montés,.
Le succès des bogies FIAT F.71 a permis au constructeur italien de s'imposer sur les marchés internationaux lors de l'appel d'offres lancé par Eurofima pour les nouvelles séries de voitures unifiées européennes.